# 陈文显 (清源军)
陈文显（?—?），字仲达，五代十国時泉州仙游县（今福建仙游县）人，陈洪进的儿子。
陈文显帮助陈洪进从张汉思手中夺得清源军。陈洪进将陈文显的儿子陈文顼养为自己的儿子，取名也与诸子同字辈。陈洪进担任清源军节度使的时候，陈文显为署左神机指挥使，后又提升为泉州马步军都军使、右军押衙。北宋任命他为平海节度副使，加检校太保。陈洪进归附宋朝。陈文显为通州团练使，知泉州。后来担任青齐庐寿、西京水南北、陕州四州都巡检使。陈文显与弟弟陳文顗、陈文颢等人关系不睦。宋真宗咸平初年，被御史弹劾，皇帝下诏戒谕他。因病改为通许镇都监，去世。